# 臺南市永康區五王國民小學
23°0′31.0694″N 120°14′12.7360″E / 23.008630389°N 120.236871111°E
臺南市永康區五王國民小學，是一所位於中華民國臺南市永康區的市立國民小學，得名於該校所在之五王里。

## 簡介
- 校舍位於永康區南工段九十五號等十四號。
- 面積2.482441公頃。
- 有普通教室、行政教室、專科教室、廁所、幼稚班、圖書館、活動中心、廚房、地下遊戲場、地下停車場。
- 至109學年度止，一年級5班、二年級7班、三年級6班、四年級5班、五年級5班、六年級6班、幼兒園2班、資源班2班、特教巡迴班2班，全校共有40班。[1]
- 學生人數：男生438人，女生423人，全校861人[1]
- 教職員工：代理代課教師8人、正式教師60人、正式職員工6人、附幼教師3人、其他2人，共79人。[1]

## 校史
- 校舍於1993年4月開始起，分三期陸續發包、完工。
- 1993年7月1日成立，正式招生。

### 歷任校長
| 任次 | 時間                        | 姓名   |
| ---- | --------------------------- | ------ |
| 1    | 1993年8月1日－2001年7月31日 | 莊正道 |
| 2    | 1993年8月1日－2001年7月31日 | 莊正道 |
| 3    | 2001年8月1日－2004年7月31日 | 李憲三 |
| 4    | 2004年8月1日－2008年7月31日 | 林瑞成 |
| 5    | 2008年8月1日－2012年7月31日 | 嚴詠智 |
| 6    | 2012年8月1日－2020年7月31日 | 林佳慧 |
| 7    | 2020年8月1日至今            | 周脈贇 |

## 學區
自由學區（凡設籍臺南市皆可入學）

## 相關頁面
- 臺南市永康區五王國民小學
- 臺南市永康區五王國民小學的Facebook專頁